# Eamonn Dorgan
Eamonn Dorgan (ur. 23 marca 1976) – irlandzki i kanadyjski zapaśnik walczący w oby stylach. Zajął 22. miejsce na mistrzostwach świata w 2006. Dwudziesty na mistrzostwach Europy w 2008. Złoty medalista mistrzostw Wspólnoty Narodów w 2007 roku.